# Хмели-сунели
Хмели-сунели (на грузински: ხმელი სუნელი, буквално „изсушени подправки“) е традиционна грузинска смес от подправки. Популярна е както в Грузия, така и в целия Кавказки регион. 
Използвани съставки в сместа са кориандър, копър, босилек, дафинов лист, майорана, син сминдух, магданоз, шафранка или имеретински шафран, черен пипер, целина, мащерка, исоп (и по точно – лечебен исоп), мента и лютив червен пипер.
Хмели-сунели е една от най-известните и характерни за грузинската кухня подправки. Тя е в основата на популярния сос „Сатсиви“ (Сациви) и едноименното блюдо. Хмели-сунели е част от популярния сос „Аджика“, ястията „Лобио“, „Харчо“, „Чахохбили“ и др. Може да се каже, че почти няма грузински блюда без нея.
Една от подправките в сместа е имеретинският шафран, който няма нищо общо с шафрана, получен от шафрановия минзухар. Имеретинският шафран представлява сушени цветове на растението тагетес (турта). Възможна е и замяната му с шафранка, но тя няма аромата на тагетеса.